# Nuoto ai XVI Giochi paralimpici estivi - Donne 50 metri farfalla
Le gare di nuoto 50 metri farfalla donne ai XVI Giochi paralimpici estivi si sono svolte tra il 27 agosto e il 3 settembre 2021 presso il Tokyo Aquatics Centre. 

## Programma
Sono stati disputati 3 eventi, articolati in una serie di batterie di qualificazione in mattinata; la finale è stata disputata nel pomeriggio/sera del medesimo giorno.
| Evento | Data   | Data   | Data   | Data   | Data   | Data   | Data   | Data   | Data   | Data   | Data  | Data  | Data  | Data  | Data  | Data  |
| Evento | Ven 27 | Ven 27 | Sab 28 | Sab 28 | Dom 29 | Dom 29 | Lun 30 | Lun 30 | Mar 31 | Mar 31 | Mer 1 | Mer 1 | Gio 2 | Gio 2 | Ven 3 | Ven 3 |
| Evento | M      | P      | M      | P      | M      | P      | M      | P      | M      | P      | M     | P     | M     | P     | M     | P     |
| ------ | ------ | ------ | ------ | ------ | ------ | ------ | ------ | ------ | ------ | ------ | ----- | ----- | ----- | ----- | ----- | ----- |
| S5     | B      | F      |        |        |        |        |        |        |        |        |       |       |       |       |       |       |
| S6     |        |        |        |        |        |        | B      | F      |        |        |       |       |       |       |       |       |
| S7     |        |        |        |        |        |        |        |        |        |        |       |       |       |       | B     | F     |

| M | mattina | P | Pomeriggio/sera |

| B | Batterie di qualificazione | F | Finale per medaglia d'oro |

## Risultati
Tutti i tempi sono espressi in secondi. Di fianco al nome dell'atleta, tra parentesi, è indicata la classificazione in cui apparteneva, qualora differente da quella della competizione.

### S5
| Pos. | Atleta                       | Nazione | Tempo | Note                |
| ---- | ---------------------------- | ------- | ----- | ------------------- |
|      | Lu Dong                      | Cina    | 39,54 | Record mondiale     |
|      | Marta Fernández Infante (S4) | Spagna  | 40,22 | Record mondiale     |
|      | Cheng Jiao                   | Cina    | 43,04 |                     |
| 4    | Joana Maria da Silva Neves   | Brasile | 45,33 | Record panamericano |
| 5    | Sevilay Öztürk               | Turchia | 45,81 |                     |
| 6    | Yao Cuan                     | Cina    | 46,13 |                     |
| 7    | Esthefany Rodrigues          | Brasile | 46,49 |                     |
| 8    | Giulia Ghiretti              | Italia  | 46,66 |                     |

### S6
| Pos. | Atleta             | Nazione       | Tempo | Note                |
| ---- | ------------------ | ------------- | ----- | ------------------- |
|      | Jiang Yuyan        | Cina          | 34,69 |                     |
|      | Nicole Turner      | Irlanda       | 36,30 |                     |
|      | Elizabeth Marks    | Stati Uniti   | 36,83 | Record panamericano |
| 4    | Verena Schott      | Germania      | 37,03 |                     |
| 5    | Eleanor Robinson   | Gran Bretagna | 37,08 |                     |
| 6    | Sara Vargas Blanco | Colombia      | 37,33 |                     |
| 7    | Liu Daomin         | Cina          | 38,38 |                     |
| 8    | Viktoriia Savtsova | Ucraina       | 41,04 |                     |

### S7
| Pos. | Atleta            | Nazione       | Tempo | Note            |
| ---- | ----------------- | ------------- | ----- | --------------- |
|      | Danielle Dorris   | Canada        | 32,99 | Record mondiale |
|      | Mallory Weggemann | Stati Uniti   | 34,30 |                 |
|      | Giulia Terzi      | Italia        | 34,32 | Record europeo  |
| 4    | Ani Palian        | RPC           | 35,73 |                 |
| 5    | Julia Gaffney     | Stati Uniti   | 35,74 |                 |
| 6    | Nikita Howarth    | Nuova Zelanda | 36,92 |                 |
| 7    | McKenzie Coan     | Stati Uniti   | 37,47 |                 |
| 8    | An Nishida        | Giappone      | 37,98 |                 |